# Batalla del estrecho de Otranto (1917)
La batalla del estrecho de Otranto de 1917 fue el resultado de una incursión austrohúngara para desbloquear el estrecho de otranto durante la Campaña del Adriático, de la barrera de Otranto o aluvión de Otranto, un bloqueo naval aliado del canal de Otranto, ubicado entre Brindisi, en Italia y Corfú, en el lado griego del Mar Adriático. La batalla tuvo lugar el 15 de mayo de 1917, y fue la mayor acción de superficie en el mar Adriático durante la Primera Guerra Mundial.  La barrera de Otranto era una barrera fija, compuesta por vagabundos navales ligeramente armados (barcos pesqueros modificados para la guerra) con redes antisubmarinas acopladas a campos de minas y apoyadas por patrullas navales aliadas.
La Armada austrohúngara en un intento de romper la barrera para permitir a los submarinos austrohúngaros y de la Armada Imperial Alemana un acceso más libre al mar Mediterráneo y a los barcos aliados, planeó atacar la barrera de Otranto con una fuerza de tres cruceros ligeros y dos destructores bajo el mando del comandante (más tarde almirante) Miklós Horthy, el cual vio en la barrera una oportunidad para demostrar su destreza táctica y organizar un ataque sorpresa. Una fuerza aliada compuesta por barcos de tres bandos respondió al ataque y, en la batalla que siguió, dañó gravemente al crucero ligero austrohúngaro Novara. Sin embargo, la rápida aproximación de la fuerza de socorro austrohúngara persuadió al contralmirante aliado, el italiano Alfredo Acton a retirarse.

## Disposición de fuerzas
Bajo el mando de Horthy, tres cruceros ligeros austrohúngaros (El Novara, Saida y Helgoland, los cuales fueron modificados para parecerse a grandes destructores británicos) recibieron la orden de atacar a los llamados vagabundos en la noche del 14 de mayo e intentar destruir tantos como fuera posible antes del amanecer.  Los destructores Csepel y Balaton debían realizar una incursión de "diversión" frente a la costa albanesa para confundir cualquier contraataque aliado dirigido a la fuerza principal.  En la operación también participarían dos submarinos austrohúngaros. Los U-4 y U-27, junto con el submarino alemán UC-25. 
Una fuerza de apoyo compuesta por el crucero blindado Sankt Georg, dos destructores, 7 torpederos de clase 250t, y el antiguo acorazado pre-dreadnought Budapest estaban en la vanguardia en caso de que los asaltantes tuvieran problemas en su incursión.
Una patrulla de destructores aliados se encontraba en la zona en la noche del 14 de mayo, al norte de la presa. El líder de la flotilla italiana Carlo Mirabello estuvo acompañado por los destructores de la Armada francesa, Commandant Rivière, Bisson y Cimeterre. El destructor italiano Borea también estaba en la zona, escoltando un pequeño convoy italiano formado por los vapores Bersagliere, Carroccio y Verità, que habían partido de Galípoli el 14 de julio de 1917, con destino a Vlorë (conocida por los italianos como Valona), en Albania.   En el puerto de Brindisi se encontraba una fuerza de apoyo formada por los cruceros ligeros de la Marina Real Británica HMS Dartmouth y HMS Bristol, y varios destructores franceses e italianos. 

## Ataque de los convoyes
Alrededor de las 03:30 hora italiana del día 15 En mayo, poco después de que el convoy italiano girara hacia un rumbo de 310 grados para avanzar hacia Vlorë, El Borea avistó Csepel y Balaton, que a su vez habían avistado el convoy italiano a las 03:06 hora austrohúngara (que difería de la hora italiana) y se dirigían para atacarlo. Sin estar seguro de su identidad, El Borea se les acercó a 1 kilómetro (1094 yd), y realizó señales de reconocimiento .  En respuesta, Csepel abrió fuego  a las 03:24  hora austrohúngara. El Borea maniobró para realizar un ataque con torpedos contra el Csepel, pero este logró impactar un impacto, que hizo estallar una de las tuberías de vapor del Borea, lo que la inmovilizaría. Luego, valga la redundancia, el Csepel alcanzó al Borea con dos proyectiles que impactaron cerca de su línea de flotación, y el Borea comenzó a escorarse. Luego, este último recibió un impacto de proyectil en su proa.  Mientras tanto, el Balaton atacó los tres barcos mercantes del convoy. Los buques mercantes, Carroccio, que transportaba municiones, y Verità se incendiaron y sus tripulaciones abandonaron el barco; el Carroccio se hundió más tarde, pero Verità permaneció a flote y finalmente llegó al puerto.   El Bersagliere sufrió daños leves y logró escapar del fuego. El enfrentamiento terminó a las 03:45 cuando los dos barcos austrohúngaros se retiraron. La tripulación del Borea abandonó el barco y éste se hundió a las 05:20 del 15 de julio de 1917. Su tripulación sufrió 11 muertos y 12 heridos. 

## Ataque a los vagabundos

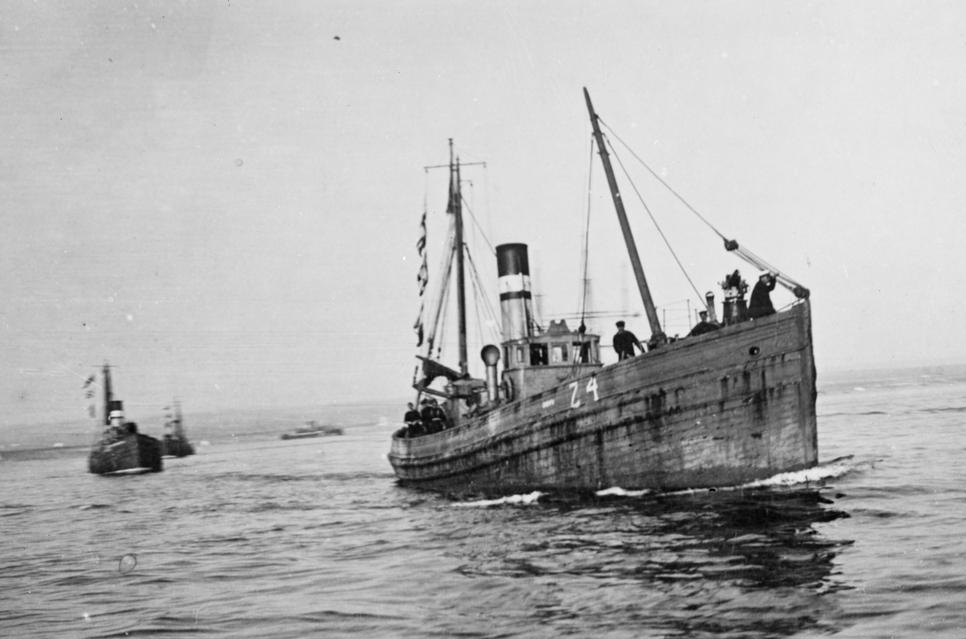
Vagabundos británicos navegando desde su base en el mar Adriático hacia la Barrera de Otranto.

Los tres cruceros austrohúngaros lograron atravesar la línea de vagabundos, y a las 03:30 comenzaron a atacar a los pequeños barcos de barrera. Los austrohúngaros frecuentemente advertían a las tripulaciones de los vagabundos que abandonaran el barco antes de abrir fuego.  En algunos casos, las tripulaciones de los vagabundos decidieron luchar: Gowan Lee devolvió el fuego de los barcos austrohúngaros, este mismo sufrió graves daños, pero permaneció a flote; su capitán, Joseph Watt, recibió posteriormente la Cruz Victoria por sus acciones durante la batalla. 
En la noche del 14 al 15 de mayo había 47 vagabundos en el aluvión; los austrohúngaros lograron hundir 14 de estos  y dañar cuatro más.  La falta de suficientes escoltas aliadas obligó a la retirada de los barcos remanentes del bloqueo, aunque sólo por un breve tiempo. 

## Batalla
Para entonces, las fuerzas navales aliadas en la zona estaban al tanto del ataque y estaban en condiciones de bloquear la retirada austrohúngara. El contralmirante Alfredo Acton, comandante de la División de Exploración Italiana, ordenó al grupo Carlo Mirabello que se dirigiera hacia el sur a las 04:35, mientras él se embarcaba en el Dartmouth.  A las 06:45, el Dartmouth, el Bristol, los destructores italianos Rosolino Pilo, Antonio Mosto, Simone Schiaffino y Giovanni Acerbi, y el crucero de exploración italiano Aquila navegaban hacia el norte en un intento de cortar el paso a los cruceros austrohúngaros. El crucero protegido italiano Marsala, liderado por Carlo Alberto Racchia, y los destructores Insidioso, Indomito e Impavido también se preparaban para partir en apoyo. 
El grupo Carlo Mirabello atacó a los cruceros austrohúngaros a las 07:00, pero estaba en gran desventaja armada y en su lugar intentó seguir a los cruceros que huían. A las 07:45, los barcos del contralmirante Acton se encontraron con los destructores Csepel y Balaton . Después de 20 minutos, los destructores italianos lograron acortar la distancia con los barcos austrohúngaros; los dos grupos se enzarzaron en un breve duelo de artillería antes de que un disparo del Csepel alcanzara al Aquila y desactivara las calderas del barco. En ese momento, los destructores austrohúngaros estaban bajo la protección de las baterías costeras de Durrës (conocida por los italianos como Durazzo) y pudieron escapar. 
A las 09:00, los vigías ' Bristol detectaron el humo de los cruceros austrohúngaros al sur de su posición.  Los barcos aliados se giraron para atacar a los barcos austrohúngaros; los barcos británicos tenían superioridad tanto en número como en potencia de fuego; Dartmouth estaba armado con ocho 6 plg (152 mm) y Bristol tenía dos cañones de 6 pulgada y diez 4 plg (102 mm), en comparación con los nueve 3,9 plg (99 mm) en cada uno de los barcos austrohúngaros.  Desafortunadamente para los Aliados, su superioridad numérica se perdió rápidamente, ya que sus destructores estaban ocupados con problemas mecánicos o protegiendo a aquellos destructores que sufrían averías.  Las fuerzas de apoyo de ambos bandos (el grupo Sankt Georg para los austrohúngaros y el grupo Marsala para los aliados) fueron enviadas rápidamente para unirse a la batalla. Los hidroaviones FBA italianos del portaaviones Europa siguieron de cerca a los cruceros austrohúngaros y finalmente lanzaron bombas sobre Helgoland, logrando solo un casi impacto que desprendió algunos remaches de su timón . 

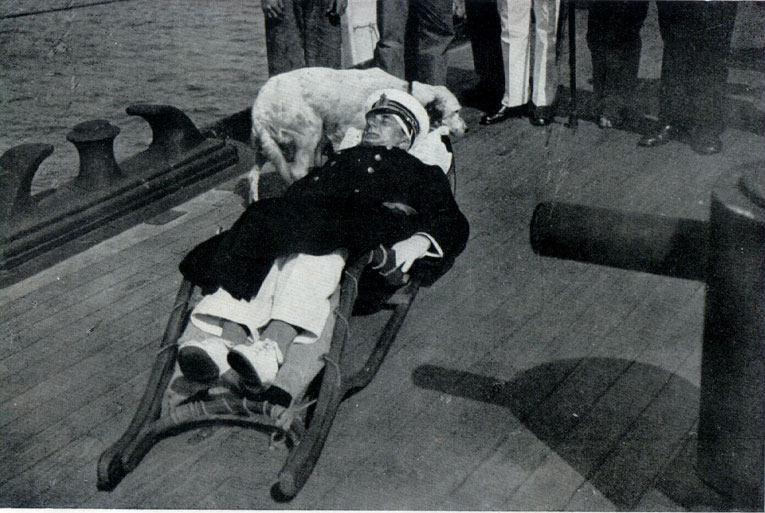
Horthy, gravemente herido en los últimos minutos de la batalla, comandó la flota austrohúngara hasta caer inconsciente.

El Dartmouth —más rápido que el Bristol— se acercó a una distancia de combate efectiva con los barcos austrohúngaros y abrió fuego. Un proyectil procedente del Dartmouth impactó en Novara, momento en el que los barcos austrohúngaros colocaron una cortina de humo para acortar la distancia. Dartmouth fue alcanzado varias veces y a las 11:00, Acton ordenó al barco reducir la velocidad para permitir que Bristol lo alcanzara.  Novara fue alcanzado varias veces más y sus bombas de alimentación principales y la tubería de vapor auxiliar de estribor resultaron dañadas, lo que provocó que el barco comenzara a perder velocidad. A las 11:05, Acton se desvió en un intento de separar Saida de Novara y Helgoland . En ese momento, Sankt Georg se acercaba al lugar, lo que llevó a Acton a retirarse temporalmente para consolidar sus fuerzas. Esta pausa en la acción fue tiempo suficiente para que los austrohúngaros salvaran al dañado Novara ; Saida tomó el barco bajo remolque mientras Helgoland los cubría. 
Sin saber que Novara había sido inutilizada y temiendo que sus barcos se acercaran demasiado a la base naval austrohúngara en Cattaro, Acton interrumpió la persecución. El destructor Giovanni Acerbi interpretó mal la señal e intentó lanzar un ataque con torpedos, pero fue rechazado por el fuego combinado de Novara, Saida y Helgoland . A las 12:05, Acton se dio cuenta de la terrible situación en la que se encontraba Novara, pero a esa altura, el grupo de Sankt Georg estaba demasiado cerca.  El grupo de Sankt Georg se reunió con Novara, Saida y Helgoland, y Csepel y Balaton también llegaron al lugar. Todo el grupo regresó a Cattaro junto. 
A las 13:30, el submarino UC-25 torpedeó al Dartmouth, causándole graves daños. Los destructores que lo escoltaban ahuyentaron al UC-25, pero el Dartmouth tuvo que ser abandonado por un período de tiempo antes de poder ser remolcado de regreso al puerto. El destructor francés Boutefeu intentó perseguir al submarino alemán, pero chocó contra una mina colocada por el UC-25 esa mañana y se hundió rápidamente. 

## Secuelas

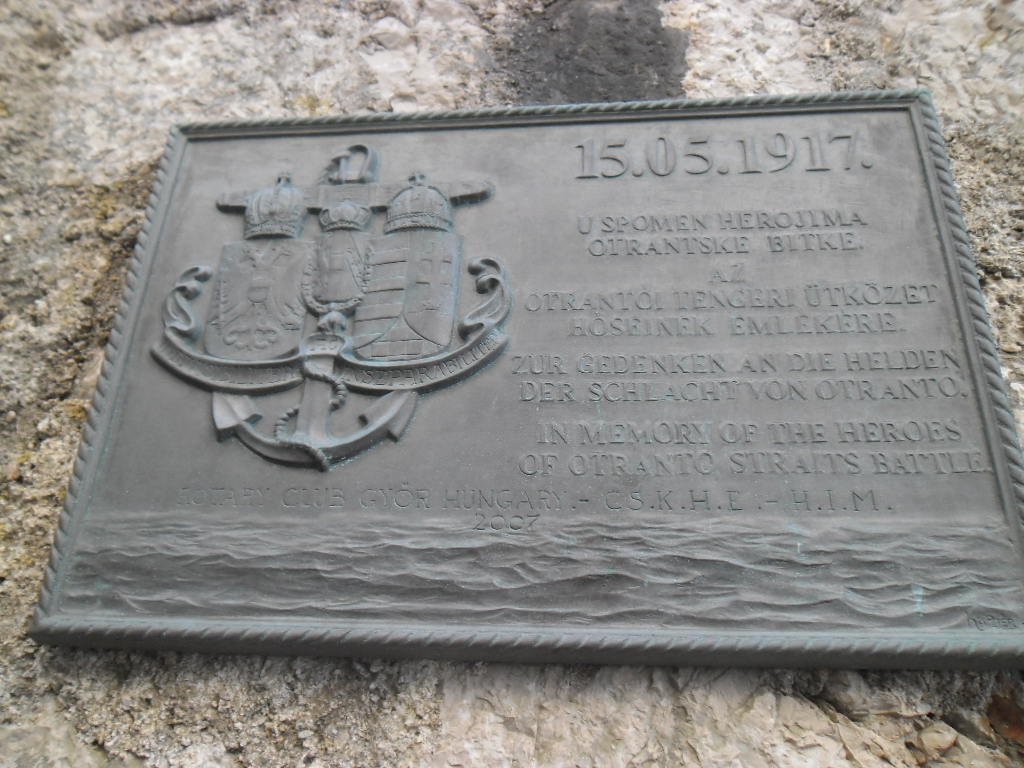
Monumento a los "héroes de la batalla de Otranto" en Prevlaka, ahora en Croacia.

Como resultado de la incursión, el mando naval británico decidió que, a menos que hubiera suficientes destructores disponibles para proteger el bombardeo, los vagabundos tendrían que ser retirados por la noche. Después de la redada, los vagabundos operaban menos de doce horas al día y tenían que abandonar sus posiciones a las 15:00 todos los días. A pesar de los daños recibidos por los cruceros austrohúngaros durante la persecución del Dartmouth y el Bristol, las fuerzas austrohúngaras infligieron bajas más graves durante el bloqueo aliado. Además de los drifters hundidos y dañados, el crucero Dartmouth casi fue hundido por el submarino alemán UC-25, el destructor francés Boutefeu fue minado y hundido, el destructor italiano Borea fue hundido y un convoy de municiones a Valona fue interceptado. 
Sin embargo, en un sentido estratégico, la batalla tuvo poco efecto en la guerra. El bombardeo nunca fue particularmente efectivo a la hora de impedir las operaciones de los submarinos del imperio alemán y de Austria-Hungría en primer lugar. Los drifters podrían cubrir aproximadamente 0,5 millas náuticas (0,9 km)   una parte del estrecho de Otranto, que es de 40 millas náuticas (74,1 km) de ancho, y la barrera cubría sólo un poco más de la mitad del estrecho . La incursión había puesto en riesgo algunos de los barcos más modernos de la flota austrohúngara en una operación que ofrecía mínimos beneficios estratégicos. 